# Leijonmarck (efternamn)
Leijonmarck är ett svenskt efternamn, som stavas på flera olika sätt.

## Personer med efternamnet Leijonmarck eller med varianter av detta namn
- Johan Ludvig Leijonmarck (1846–1924), kanslisekreterare
- Carl Leijonmarck (1855–1926), jurist och ämbetsman
- Gustaf Adolph Leyonmarck (1734–1815), ämbetsman
- John Adolf Leyonmarck (1775–1853), statistiker och ämbetsman
- Sven Leijonmarck (1649–1728), ämbetsman

Offentlig statistik tillgänglig i juni 2015 ger följande antal personer registrerade i Sverige respektive Finland:
- Leijonmarck: Sverige 70, Finland under 5
- Lejonmark: Sverige 28, Finland 13
- Leijonmark: Sverige 3, Finland 0
- Leyonmarck: Sverige 1, Finland 0

Tillsammans blir detta för Sverige 101 personer, för Finland 14–17 personer. De svenska siffrorna avser bosatta personer, de finländska omfattar även utflyttade.